# Dobra (Hunedoara)
Dobra (in ungherese Hunjady-Dobra) è un comune della Romania di 3 406 abitanti, ubicato nel distretto di Hunedoara, nella regione storica della Transilvania.
Il comune è formato dall'unione di 12 villaggi: Abucea, Bujoru, Făgețel, Lăpușnic, Mihăilești, Panc, Panc Săliște, Rădulești, Roșcani, Stâncești, Stâncești-Ohaba, Stretea.